# 布倫南山
84°15′S 175°54′E / 84.250°S 175.900°E
布倫南山是南極洲的山峰，位於杜費克海岸，屬於休斯山脈的一部分，處於卡懷特山東北面13公里，海拔高度2,540米，在1940年由美國探險隊發現和拍攝照片。